# Oberfranken-Kaserne
Die Oberfranken-Kaserne ist eine Liegenschaft der Bundeswehr in Hof an der Saale. Es handelt sich um die letzte verbliebene Kaserne in Oberfranken. Die Dienststelle ist dem Kommando Aufklärung und Wirkung unmittelbar nachgeordnet. 

## Lage
Die Kaserne liegt rund sieben Kilometer östlich der Bundesautobahn 9 am Ortsrand von Hof. Auf der Hohensaas und am Köditzer Hang gibt es weitere Radar- und Antennenanlagen der Bundeswehr. Des Weiteren gibt es rund 24 Kilometer westlich der Kaserne eine Radaranlage auf dem Döbraberg.

## Geschichte
Die Kaserne hieß ursprünglich General-Hüttner-Kaserne. Sie wurde 1971 von der US-Army der Bundeswehr übergeben. Im Jahr 2013 wurde sie in Oberfranken-Kaserne umbenannt. Zuvor hatte es Kontroversen gegeben, da Hans Hüttner General der Wehrmacht gewesen war.
Die Oberfranken-Kaserne ist die einzig verbliebene Kaserne in Oberfranken. Im Zuge des Angriffes Russlands auf die Ukraine gab es ab April 2022 Überlegungen, die Heimatschutzkompanie aus Bayreuth nach Hof zu verlegen.
Der Schwerpunkt der Zentralen Untersuchungsstelle für technische Aufklärung liegt in der Entwicklung und Untersuchung neuer technischer Aufklärungsfähigkeiten im Aufklärungsspektrum der Bundeswehr. Die Dienststelle und ihre Aufgaben sind innerhalb der Bundeswehr einzigartig.

## Dienststellen
- Zentrale Untersuchungsstelle der Bundeswehr für Technische Aufklärung (ZU-StelleBwTAufkl, ca. 450 Beschäftigte)
- Betreuungsbüro Hof[5]
- diverse weitere Dienststellen